# Vagocibicides
Vagocibicides es un género de foraminífero bentónico considerado un sinónimo posterior de Karreria de la familia Karreriidae, de la superfamilia Chilostomelloidea, del suborden Rotaliina y del orden Rotaliida. Su especie tipo era Vagocibicides maoria. Su rango cronoestratigráfico abarcaba desde el Holoceno.

## Clasificación
Vagocibicides incluía a las siguientes especies:
- Vagocibicides maoria, aceptado como Karreria maoria